# Gil Turner (animador)
Gilbert H. Turner (11 de setembro de 1913, Milwaukee, Wisconsin — 19 de março de 1967, Los Angeles, Califórnia) foi um animador, artista de quadrinhos e produtor americano.

## Biografia
Turner nasceu em 1911 em Milwaukee, Wisconsin, o mais velho de dois filhos de Charles Edward e Alice Marie "Gilbert" Turner. A família estava morando em Chatsworth, Califórnia, em 1920. Seu pai era um funcionário do departamento de estradas do condado de Los Angeles antes de se dedicar à engenharia mecânica e, depois, à agricultura frutífera. Turner começou sua carreira de animação na Walt Disney Company em 1932.
Ele deixou Warner Bros. para trabalhar no estúdio Carry-Weston de J. Richard Weston, junto com os membros da equipe de ex-Warners, Jack Bradbury e Ray Patin, e passou seu tempo trabalhando em quadrinhos e em animação. Uma das suas histórias em quadrinhos mais interessantes foi "Holly Wood". A parte interessante é que apareceu por um momento na página cômica do Redwood Journal Press-Dispatch, que parece ter sido atraído por pessoas envolvidas em animação, incluindo Patin, Gus Jekel, Jerry Hathcock  e Tom Ray. Turner estava dirigindo seu próprio estúdio de produção na época de 1950.
Ele trabalhou para vários estúdios lendários de desenhos animados, como Metro-Goldwyn-Mayer, UPA ("Um estúdio de animação"), Hanna-Barbera e Format Films. Ele também desenhou quadrinhos com base em personagens desses estúdios.
Entre 1953 e 1955, trabalhou brevemente no estúdio Walter Lantz em várias animações: "Woody Woodpecker (Pica-Pau)" e "Picolino". Enquanto Turner predominantemente desenhava quadrinhos com base em personagens criados, ele também tinha duas histórias em quadrinhos originais, "Trudy" (1947-1948), "Chice" (1948-1949), publicado na revista Cookie Teenie e "Holly Wood" (1950) que poderia ser lido no Redwood Journal da Califórnia semanal.

## Principais trabalhos
- Jam Handy: Animador 1936-1938 (commercial films).
- Warner Bros.: Animador 1938-1944 (Porky Pig, Bugs Bunny a.o.).
- Carry-Weston (estúdio independente com Jack Bradbury a.o.): Filmes educacionais para o governo. 1944-1946.
- MGM: Animador 1948-1953 (Barney Bear e Tom & Jerry).
- Walter Lantz: Animador 1953-1956 (Woody Woodpecker, Chilly Willy, Maw and Paw).
- UPA: Animador 1956-1957 e diretor 1958-1961 (Mr. Magoo).
- Hanna-Barbera: Animador 1961 (Snagglepuss).
- Format Films: Diretor 1961-1962 (The Alvin Show).
- Hanna-Barbera: Artista de storyboard 1967 (The Flintstones).
- Comic strips & Illustrations: Editorial Art Syndicate/Sangor Shop: Roteiro e artwork para Standard Comics, American Comics Group e Dearfield Comics 1944-1948 (Homer Hound, Bugsy Bear Family, Ringo, Happy a.o.).
- Roteiro e artwork para sua própria tira de jornal Chico 1948-1949.
- Western Publishing: Artwork para personagens da Disney (Li’l Bad Wolf, Mickey Mouse, Bucky Buck, Dumbo), MGM (Barney Bear) e Warner Bros. (Bugs Bunny, Porky Pig) 1947-1957.